# تل الأمراء
تل الأمراء قرية سورية تتبع ناحية مركز المالكية في منطقة المالكية التابعة لمحافظة الحسكة شمال شرق سورية. تقع على بعد 7 كم جنوب شرق مدينة المالكية و10 كم غرب نهر دجلة، يعمل السكان بزراعة محاصيل القمح والعدس والحمص بعلا والحور والعنب والخضر ريا .